# National Road 4
La National Road 4 (N4) è una strada irlandese nazionale di livello primario che collega Dublino alla cittadina di Sligo nel nord-ovest della Repubblica d'Irlanda.

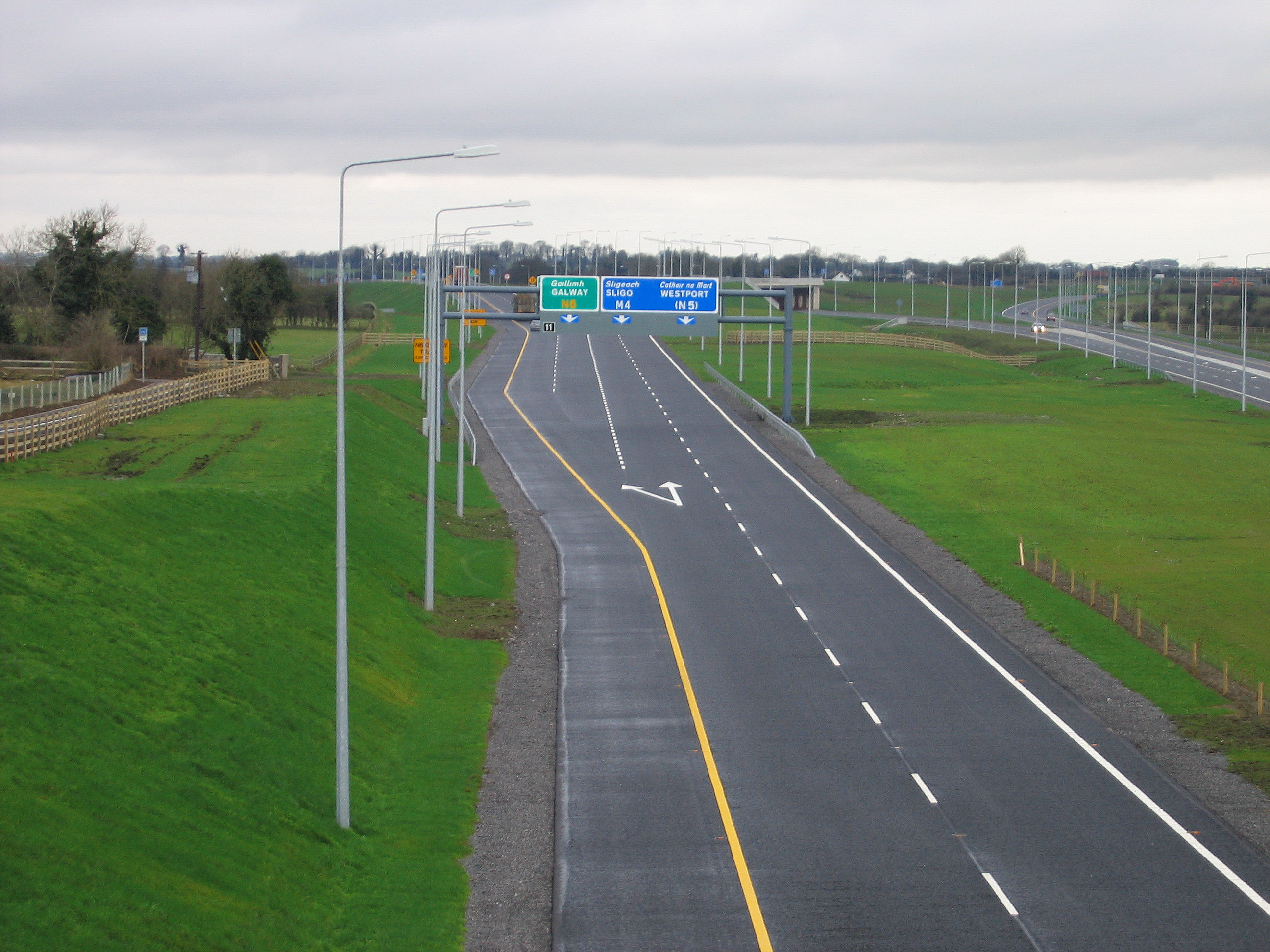
Svincolo sulla M4

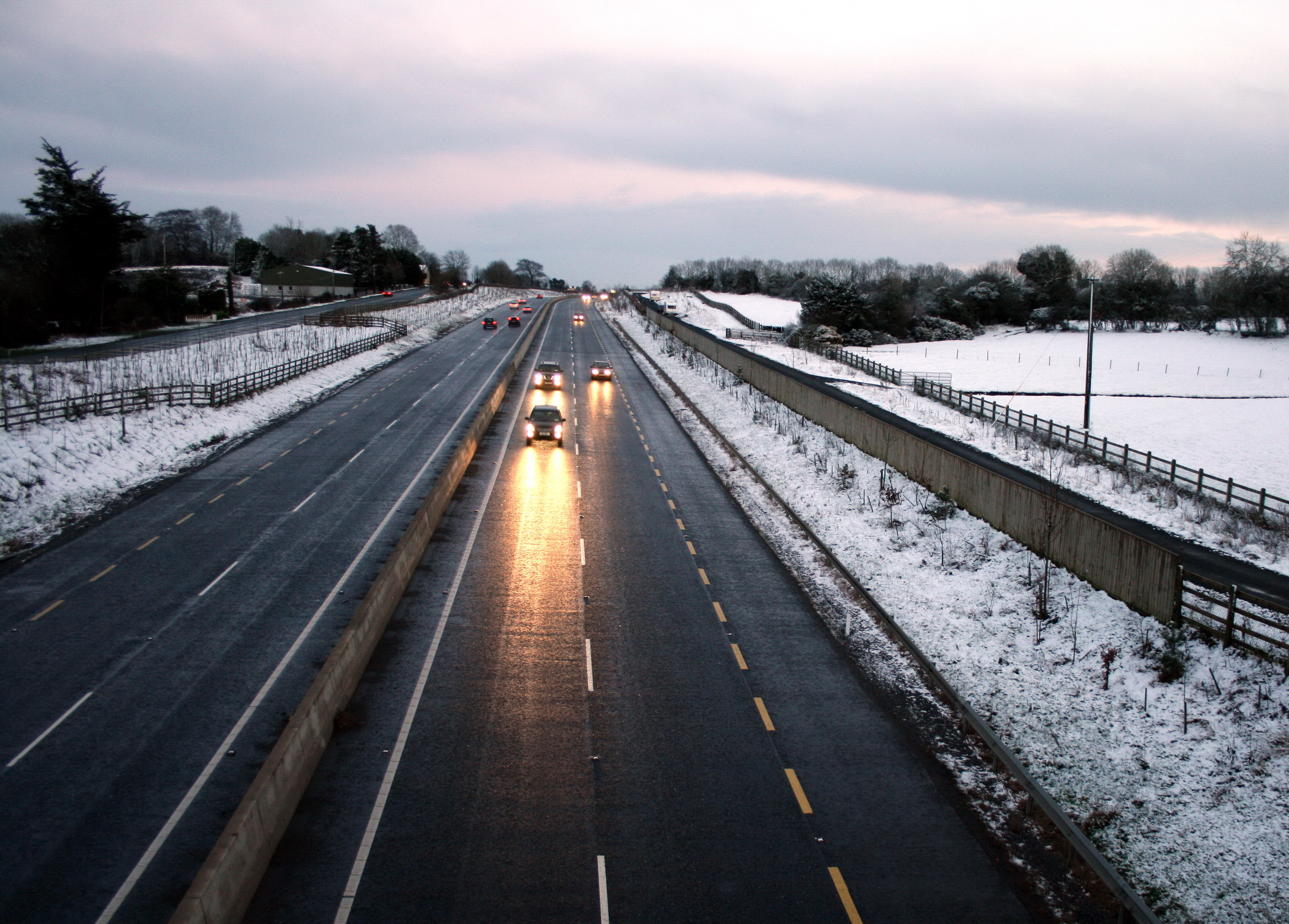
Nuovo percorso della M4 con sulla sinistra il vecchio tracciato

La strada N6 diretta a Galway si snoda dalla N4 poco dopo lo svincolo per Kinnegad, mentre la N5 per Castlebar e Westport si dirama da Longford Town. La parte di N4 con standard da autostrada viene designata come M4.
La strada presenta una doppia carreggiata dall'inizio, situato presso l'O'Connell Bridge, fino a Mullingar. Il limite di velocità, stabilito inizialmente in 60 km/h (40 miglia), è stato incrementato a 80 km/h nel 2005 in seguito ai miglioramenti dell'infrastruttura.
La sezione tra Leixlip e Kinnegad, con una nuova sede stradale che affianca quella già esistente ed una lunghezza approssimativa di 55 km, è quella considerata autostradale, con la denominazione di M4 e parzialmente a pedaggio.